# Aeroportul Nyeri
Aeroportul Nyeri (IATA: NYE, ICAO: HKNI) este un aeroport din Nyeri, Provincia Centrală, Kenya ce deservește zona Nyeri. A fost numit după zona deservită.
Situat la o altitudine de 1.777 m, aeroportul dispune de o singură pistă.